# Classification de Raunkier
Pour le type en taxonomie et en systématique, voir Type (biologie).
« Type biologique » redirige ici. Pour les autres significations, voir Type.

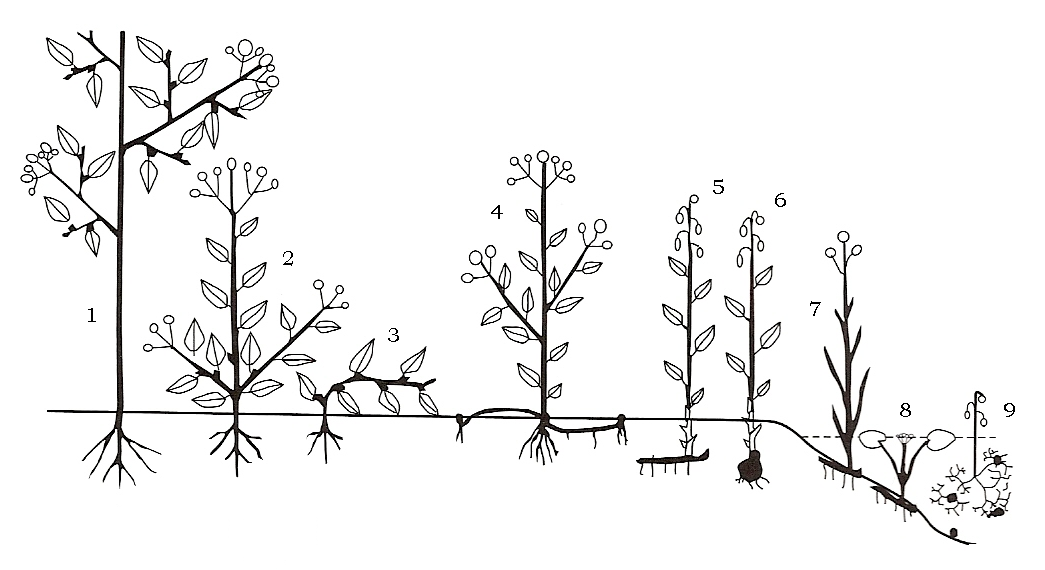
Les types biologiques de la classification de Raunkier : 1-Phanérophyte, 2/3-Chaméphyte, 4-Hémicryptophyte, 5/6-Géophyte, 7-Hélophyte, 8/9-Hydrophyte.

La classification de Raunkier (ou système de Raunkier) est une classification par type biologique proposée en 1904 et affinée les années suivantes par le botaniste danois Christen Raunkiær afin d’organiser tous les végétaux selon le positionnement des organes de survie (et donc de leur méristèmes de croissance) de la plante durant la période défavorable.

## Historique
L'idée de classer les végétaux selon leur organisation avec l'environnement est déjà évoquée en 1807 par le naturaliste Alexander von Humboldt. Le botaniste Eugenius Warming tente d'appliquer cette idée (il invente le terme (en)formes de vie botaniques à cette occasion) mais sa classification en 1884 est confuse. L'écologue Christen Raunkiær y parvient en prenant pour critère le positionnement des organes de survie, classification qu'il propose en 1904 lors d'une conférence à la Société Naturaliste Danoise. Il complète cette classification pour aboutir en 1934 au système utilisé de nos jours.

## Types biologiques
On compte 3 catégories, divisées en classes :

### Vivace ou pérenne
Persistance d'une partie de l'appareil végétatif pendant la mauvaise saison :
- Phanérophytes (du grec φανερός,phaneros, « apparent » et φυτόν, phyton, « plante ») : bourgeons dormants aériens à plus de 40 cm de la surface du sol. Plante affrontant l'hiver en exposant à ses rigueurs des tiges porteuses de bourgeons (Exemples : le pin, le hêtre, l'abricotier, le noisetier) ;
- Chamaephytes (du grec χαμαί, khamai, « à terre », et φυτόν, phyton, « plante ») : bourgeons dormants aériens à moins de 40 cm de la surface du sol. On distingue les chamaephytes frutescents (buissonnants, plus ou moins dressés) et les chamaephytes herbacés (beaucoup plus proches du sol) (exemple : le myrtiller) ;
- Hémicryptophytes (du grec ἡμι, hemi, « à demi », κρυπτός, kryptos, « caché », et φυτόν, phyton, « plante ») : bourgeons dormants à la surface du sol. À la « belle saison », un hémicryptophyte développe une touffe de pousses s'il est cespiteux, une rosette de feuilles, plus ou moins prostrées s'il est à rosettes, une tige érigée qui prend appui sur des supports variés s'il est grimpant (exemple : la pâquerette est un hémicryptophyte à rosette) ;
- Géophytes (du grec γῆ, gê, « terre », et φυτόν, phyton, « plante ») ou cryptophytes : bourgeons dormants sous la surface du sol (distinguer selon la nature de l'organe de conservation souterrain : géophyte à bulbe, à tubercule, à rhizome. Exemple : Crocus sativus) ;
- Hydrophytes (du grec ὕδριος, hudrios, aquatique, et φυτόν, phyton, « plante ») : bourgeons dormants sous l'eau, feuilles immergées ;
- Hélophytes (du grec ἑλώς, helos, « le marais », et φυτόν, phyton, « plante ») : bourgeons dormants sous l'eau, feuilles émergées au moins en partie. Végétaux capables de prospérer en milieux humides et eaux douces (bords de mer, estuaires, chotts, marais, rivière. Exemples : phragmites, cariçaies, Typhas, spartine).

### Annuelle
Passage de la mauvaise saison (qui pour les plantes peut être soit une saison chaude, soit une saison froide) sous forme de graine :
- Thérophytes (du grec theros : saison, phyton : plante) : on désigne par ce terme une plante qui "boucle" son cycle de vie en quelques mois et dont ne subsistent, à l'entrée de la mauvaise saison, que les graines qui formeront de nouveaux individus l'année suivante [synonyme de plante annuelle] (ex. Mercuriale annuelle, bourse à pasteur).

### Bisannuelle
Hémicryptophyte (ou géophyte) la première année, puis thérophyte la seconde.